# Estació de La Roca del Vallès
La Roca del Vallès és una estació de ferrocarril en projecte que s'ubicarà al nord-est del nucli urbà de La Roca del Vallès, a la comarca del Vallès Oriental. A l'estació hi pararan trens de la futura línia Orbital Ferroviària (LOF), i se situarà al costat de la carretera que uneix Mataró amb Granollers, bastant allunyada del centre urbà de la Roca del Vallès.

## Serveis ferroviaris
| Rodalia de Barcelona   |           |               |                                  |                        |
| Procedència/Destinació | <         | Línia         | >                                | Procedència/Destinació |
| Projectat              |           |               |                                  |                        |
| Mataró                 | Argentona | Línia Orbital | Granollers Polígon \| El Ramassà | Vilanova i la Geltrú   |